# Cold (band)
Cold is een Amerikaanse rockband uit Jacksonville (Florida), opgericht in 1986 door zanger en gitarist Scooter Ward, gitarist Matt Loughran, bassist Jeremy Marshall en drummer Sam McCandless. De band heeft sindsdien talloze bezettingswijzigingen ondergaan, waardoor Ward en McCandless de overgebleven oorspronkelijke leden van de band zijn. Cold heeft zes studioalbums opgenomen: Cold (1998), 13 Ways to Bleed on Stage (2000), Year of the Spider (2003), A Different Kind of Pain (2005), Superfiction (2011) en The Things We Can't Stop (2019). Binnen twee gouden albums heeft Cold alleen al in de Verenigde Staten meer dan een miljoen platen verkocht. Op 17 november 2006 werd op Myspace aangekondigd dat de band, na een periode van onzekerheid sinds februari, had besloten te stoppen. In juli 2008 werd bekendgemaakt dat de oorspronkelijke bezetting begin 2009 zou worden herenigd voor een tournee. Dit werd permanent en de band bracht hun vijfde studioalbum Superfiction uit op 19 juli 2011. De band bracht hun zesde studioalbum The Things We Can't Stop uit op 13 september 2019.

## Bezetting
Huidige bezetting
- Scooter Ward (leadzang, keyboards, ritmegitaar, 1986–2006, 2009–heden)
- Sam McCandless (drums, percussie, 1986–2006, 2009–2015, 2019–heden)
- Lindsay Manfredi (basgitaar, achtergrondzang, 2014–heden)
- Nick Coyle (leadzang, achtergrondzang, 2017–heden)
- Jonny Nova (ritmegitaar, achtergrondzang, 2018–heden)

Voormalige leden
- Matt Loughran (leadgitaar, 1986–1992, 2004–2006)
- Jeremy Marshall (basgitaar, achtergrondzang, 1986–1995, 1996–2006, 2009–2014)
- Sean Lay (leadgitaar, 1992)
- Pat Lally (basgitaar, 1995–1996)
- Kelly Hayes (gitaar, 1995–2004, 2009)
- Terry Balsamo (gitaar, 1999–2004, 2009, 2016–2018)

- Eddie Rendini †2015 (ritmegitaar, 2004)
- Mike Booth (ritmegitaar, keyboards, 2005)
- Zac Gilbert (ritmegitaar, 2005–2006; leadgitaar, 2009–2016)
- Joe Bennett (leadgitaar, 2009)
- Michael Harris (ritmegitaar, 2009)
- Drew Molleur (ritmegitaar, achtergrondzang, 2010–2016)
- Ethan York (drums, percussie, 2017–2019)

## Geschiedenis

### Begin, titelloze album (1986-2000)
Cold, die destijds Grundig heette, werd in 1986 geformeerd met de bezetting van Scooter Ward (zang, gitaar), Sam McCandless (drums), Jeremy Marshall (bas) en Matt Loughran (gitaar) aan de Fletcher High School in Neptune Strand, Florida. De band speelde hun eerste optreden in 1990 in de club The Spray. In 1992 bracht de band de ep Into Everything uit met 8 nummers. Oorspronkelijk gevestigd in Jacksonville, verhuisden ze naar Atlanta in de hoop een pauze in de sector te krijgen. Gedurende deze tijd verliet Matt Loughran de band en werd vervangen door Sean Lay, die de band ook verliet. Kelly Hayes voegde zich vervolgens bij de band en ze keerden allemaal later terug naar Florida. Drie en een half jaar later, in 1995, werd Grundig ontbonden en Ward verhuisde terug naar Jacksonville, waar hij, McCandless, Kelly Hayes en Pat Lally de band Diablo formeerde, die slechts ongeveer 3 maanden zou bestaan. Aan het einde van die periode van drie maanden werd Grundig in 1996 opnieuw geformeerd onder de naam Cold.
Na Colds vooruitgang in het Jacksonville-circuit was de lokale Fred Durst onder de indruk van wat hij had gehoord en nodigde Ward uit om de twee akoestische nummers Check Please en Ugly op te nemen. De twee demo's werden doorgegeven aan producent Ross Robinson, die ook onder de indruk was van wat hij had gehoord, waardoor de onlangs omgedoopte Cold hun debuutalbum Cold opnam in 1997. Het werd uitgebracht door het grote label A&M Records in 1998, dat een jaar later stopte nadat het was opgegaan in Geffen Records/Interscope Records. Datzelfde jaar bracht de band de ep Oddity uit. Op de omslagfoto, genomen door de vrouw van McCandless, staat hun huistarantula met de naam Wednesday, kruipend op het gezicht van haar pop. De band zocht een kenmerkend element waar fans zich aan konden herinneren en Wednesday diende als inspiratie. McCandless gaf een bijzonder gunstige afbeelding van een spin aan een vriend en tatoeëerder die hem transformeerde in wat het officiële logo van Cold zou worden. De drummer merkte later op: Onze muziek kruipt als een spin mee.

### 13 Ways to Bleed on Stage(2000–2002)
Geffen financierde hun tweede album 13 Ways to Bleed on Stage, dat in 2000 werd uitgebracht. In 1999, voordat het album werd opgenomen, rekruteerde de band de lokale gitarist Terry Balsamo, die kort voor Limp Bizkit speelde. Met de nieuwe toevoeging aan de gitaar kon Ward zich nu meer richten op zang en interactie met het publiek. 13 Ways to Bleed on Stage bleek het doorbraakalbum van Cold te zijn met succesvolle singles als End of the World en No One, die vaak op hardrockradio werden gespeeld, waarbij No One #17 bereikte in de Mainstream Rock Tracks en #13 in de Modern Rock Tracks en de muziekvideo werd overvloedig bij MTV2 gedraaid. Het album bevatte gastzanger Aaron Lewis van Staind op de nummers Send in the Clowns en Bleed en zangeres Sierra Swan van Dollshead op No One en Witch. Het nummer Just Got Wicked was ook een verrassingshit, het werd opgenomen in de soundtrack van de game Jet Grind Radio en haalde # 25 in de Mainstream Rock-nummers, wat de populariteit van de band hielp. In april 2002 bracht de band Gone Away uit, een verrassend humeurige ballad. Het nummer verscheen voor het eerst op het WWF Tough Enough-album en had een succesvolle videoclip.

### Year of the Spider(2002–2004)
Met het succes van 13 Ways to Bleed on Stage financierde Geffen hun derde grote album Year of the Spider, dat in 2003 werd uitgebracht. Het album is tot nu toe het commercieel meest succesvolle album van de band geweest en debuteerde op #3 op de Billboard Album Charts, met meer dan 101.000 verkochte exemplaren van het album in de eerste week van publicatie. De eerste single Stupid Girl van het album was de enige Cold-single die de Billboard Hot 100 kraakte, met een piek op #87. Na het uitbrengen van de tweede single Suffocate van het album voor radiostations, werden er plannen gemaakt voor een video om het nummer te begeleiden. Er werd echter geen muziekvideo gemaakt omdat Geffen geen toestemming gaf. De patstelling met het label leidde tot frustraties binnen de band en in januari 2004 vertrok Terry Balsamo, ter vervanging van Ben Moody in Evanescence. Balsamo werd later vervangen door ex-Darwin's Waiting Room-gitarist Eddie Randini.
In april 2004 stopte ook gitarist Kelly Hayes bij de band. Een week later bevestigde Hayes officieel zijn positie als gitarist in de hardrock-band Allele in Jacksonville, een beweging die al in de maak was vanaf het moment dat Terry Balsamo de band verliet. De band heeft zich ingespannen om nog de single Wasted Years uit te brengen van Year of the Spider. Geffen bleef het album echter niet verder ondersteunen. Vervolgens vroeg de band medio 2004 om te worden vrijgelaten van het label Geffen. Rond deze tijd nam Cold de soundtrack op voor de videogame Psi-Ops: The Mindgate Conspiracy met de nummers With My Mind, Came All the Way een B-kant van Year of the Spider, Just Got Wicked (Chris Vrenna Remix) en Go Away (Chris Vrenna Eye Socket Remix) en begon aan een korte tournee met Sevendust ter ondersteuning van With My Mind, de single die van de cd is uitgebracht. Ze speelden ook op E3 om het spel te promoten. Het nummer werd echter nooit op een van hun albums uitgebracht.

### A Different Kind of Pain, ontbinding (2004–2006)
In september 2004 had de band voormalig lid Matt Loughran toegevoegd en werd gecontracteerd door Atlantic Records (divisie Lava Records), waar ze begonnen met het opnemen van een nieuw album. Het album zou worden geproduceerd door Elvis Baskette en zou in december 2004 worden uitgebracht. Cold kreeg echter opnieuw een klap toen Eddie Rendini de band op 14 november 2004 verliet. Het nieuwe album zou in het voorjaar van 2005 worden uitgebracht. Bij het uitbrengen van het album ging Cold terug naar de studio om nog een aantal nummers op te nemen. Het album had oorspronkelijk de titel And a Sad Song Lives On gekregen, maar werd later veranderd in The Calm that Killed the Storm en de publicatiedatum werd verplaatst naar 13 september 2005.
In juni 2005 merkte de officiële website van de band opnieuw een wijziging op in de titel van het nieuwe album, waardoor deze veranderde in A Different Kind of Pain. Happens All the Time was de eerste single en video die werd uitgebracht. Vlak voordat de video werd opgenomen, voegde de band Las Vegas-gitarist Mike Booth toe aan de band. Hij verscheen in de video, toerde een paar maanden met hen en werd later dat najaar vervangen door de in Florida geboren Zac Gilbert. Het album kwam binnen op #26 in de hitlijsten van Billboard Albums met meer dan 36.000 verkochte exemplaren. A Different Kind of Pain was het begin van een significante afwijking van het meer radiovriendelijke alternatieve metalgeluid dat op de twee voorgaande albums te horen was. Het titelnummer werd uitgebracht als de tweede single, maar Atlantic financierde geen nieuwe video. Het grootste deel van A Different Kind of Pain werd geschreven in de slaapkamer van Wards zus, terwijl ze een lange strijd tegen kanker streed en zou de kern van het onderwerp op het album zijn geweest. Andere onderwerpen waren onder meer het einde van zijn relatie met zijn verloofde en moeder van zijn dochter en de fysieke mishandeling van een 14-jarig meisje door haar eigen vader, en had ook een alcoholische moeder (een thema dat herhaald werd in elk van de drie vorige albums). Van het album werden meer dan 160.000 exemplaren verkocht in de Verenigde Staten.
Op 17 november 2006 maakte een MySpace-bericht bekend dat Cold had besloten definitief te stoppen. Ward kondigde aan dat hij en McCandless het zijproject The Witch waren begonnen, later bekend als When November Falls en nu bekend als The Killer & the Star. Kort na de oprichting verliet McCandless het project.

### Reünie,Superfiction(2008-2012)
Op 25 juli 2008 bevestigde een blog, geschreven door Ward over The Killer & the Star's MySpace, zowel een B-kant/zeldzame-publicatie als een nieuw Cold-album met de oorspronkelijke bezetting, gepland voor de herfst van 2009. In januari 2009 kondigde Cold officieel de eerste data van zijn reünietournee aan op de MySpace-pagina van de band. Toen de pagina oorspronkelijk werd bijgewerkt, bestond de bezetting uit Scooter Ward, Sam McCandless, Jeremy Marshall, Kelly Hayes en Terry Balsamo. Hayes werd vervangen door Joe Bennett, die in juli 2009 afscheid nam van Cold en werd vervangen door de voormalige Cold-gitarist Zac Gilbert. Terry Balsamo werd kort vervangen door Michael Harris van Idiot Pilot, die ook bas speelde in The Killer & the Star. Na de eerste tournee in het voorjaar ging de band later die zomer weer op pad.
Cold bevestigde op hun site dat het album medio juli 2011 zou uitkomen. Hoewel Ward aanvankelijk het laatste album had genoemd, had hij op Alternative Addiction gezegd dat Cold zal blijven opnemen en toeren nadat het 5e album zou uitkomen. De eerste officiële single van Superfiction was Wicked World. Superfiction werd uitgebracht op 18 juli 2011 door Eleven Seven en kwam binnen op #37 in de Billboard 200 met 11.317 verkochte exemplaren. De band had tijdens het toeren gezegd dat ze een liveversie van hun nummer Snowblind zouden opnemen als een verborgen nummer op het nieuwe album, hoewel veel fans die het album hebben gekocht merkten dat er helemaal geen verborgen nummer was. Snowblind werd 8 jaar later uitgebracht als een nummer op hun zesde album The Things That We Can't Stop. De tweede single van het album American Dream werd uitgebracht op 1 januari 2012. De videoclip daarvoor werd twee weken later uitgebracht via het officiële YouTube-kanaal van Eleven Seven.

### COLD: LIVE en vertrek van Jeremy Marshall (2012-2016)
In november 2012 onthulde Scooter Ward via Facebook dat Cold in 2013 een akoestisch album met favorieten van fans zou opnemen van de eerste vier albums, B-kanten, rariteiten en vier nieuwe nummers. In april 2013 meldde Ward dat, naast de akoestische plaat, in mei 2013 een dubbel live-album zou worden opgenomen in Jacksonville. Sindsdien was er geen nieuws meer over het akoestische album en werd de opname van het live-album uitgesteld. Op 7 februari 2014 startte Cold een Indiegogo-campagne voor de opname van het dubbele live-album en de dvd Live in Orlando, die later werd omgedoopt tot COLD: LIVE. De campagne eindigde met 167% van het beoogde doel. Op 28 februari speelde Cold hun eerste optreden in bijna drie jaar in Central Florida Fair met Saliva. Op 28 april 2014 werden de showdatum en locatie voor de live dvd aangekondigd voor 12 juli in Jacksonville Beach, Florida.
De band trad ook op als Grundig op 11 juli 2014 en nam de 6-nummerige live set (oorspronkelijk opgenomen in Furies in 1996) opnieuw op met de bedoeling om het record digitaal uit te brengen. Op 12 juli 2014 speelde en nam de band een live concert op in het University of North Florida Theatre met in totaal 27 nummers, inclusief speciale piano/akoestische uitvoeringen van Black Sunday, Bleed, Cure My Tragedy en Rain Song en speciale gastoptredens zoals Damien Starkey van Burn Season/Puddle of Mudd, die Suffocate uitvoerde met de band op het podium en drummer Ethan York die speelde op Just Got Wicked. Op 11 november 2014 kondigde de band via Facebook aan dat Jeremy Marshall Cold verliet om de band Fall to June te volgen en werd vervangen door Lindsay Manfredi. Op 30 januari 2015 overleed voormalig bandlid Eddie Rendini. Na veel vertraging werd COLD: LIVE, geregisseerd en bewerkt door gitarist Drew Molleur van de band, op 27 januari 2016 door de band onafhankelijk uitgebracht op dvd, blu-ray en een dubbel-cd via hun officiële site.

### Bezettingswijzigingen,The Things We Can't Stopen vertrek en terugkeer van Sam McCandless (2016-heden)
Op 13 maart 2015 werd aangekondigd dat Cold een contract tekende met Napalm Records om een nieuw album uit te brengen en in 2016 een wereldwijde tournee te spelen. Volgens een bericht op de Facebook-pagina van Cold op 8 juli 2016 was Terry Balsamo teruggekeerd bij de band en zouden ze in augustus 2016 beginnen met het opnemen van hun volgende album. Op 1 januari 2017 kondigde Nick Coyle (voormalig zanger van Lifer, myDownfall en The Drama Club) aan dat hij zich bij Cold zou aansluiten als hun nieuwe gitarist. Het werd later bevestigd door de band. Op 11 januari 2017 ging Cold de studio in om het nieuwe album op te nemen.
Op 14 januari 2018 plaatste zanger Scooter Ward via de Facebook-post van de band een update dat het nieuwe album de laatste productiefasen heeft doorlopen en dat ze de albumtitel, het artwork en de publicatiedatum volgende maand zouden aankondigen. Hij kondigde ook nieuwe leden Ethan York en Jonny Nova aan voor hun nieuwe bezetting. Terry Balsamo en Sam McCandless zouden geen deel uitmaken van het nieuwe album en de nieuwe tournee om andere verplichtingen na te komen. Sam werkt momenteel aan zijn nieuwe project The Cocky Bitches. Op 27 juni 2019 kondigde Cold aan dat The Things We Can't Stop, hun eerste album in acht jaar, op 13 september 2019 zou verschijnen. De band begon later aan hun Broken Human Tour om het album te promoten. Tijdens de tournee keerde McCandless terug naar de band en nam de positie van York over en voegde zich later weer fulltime bij de band. De band bracht ook muziekvideo's uit voor Without You, uitgebracht op 18 september 2019, gevolgd door Run op 19 december 2019.

## Muzikale stijl en invloeden
Cold wordt beschreven als alternatieve rock, hardrock, nu metal, alternative metal en postgrunge. Hun muzikale invloeden zijn onder andere The Cure, Depeche Mode, Black Sabbath, Tool, Radiohead, Korn en The Deftones.

## Discografie
- 1998: Cold
- 2000: 13 Ways to Bleed on Stage
- 2003: Year of the Spider
- 2005: A Different Kind of Pain
- 2011: Superfiction
- 2019: The Things We Can't Stop